# Örjan Kihlström
Ivar Örjan Kihlström, född 13 maj 1962 i Bollnäs i Gävleborgs län, är en svensk travkusk och före detta travtränare. Han räknas som en av världens främsta travkuskar. Han har kört stjärnhästar som Maharajah, Nuncio, From Above, Commander Crowe, Giant Diablo, Propulsion, Delicious U.S., Don Fanucci Zet och Xanthis Harvey.
Kihlström har (till 2021) vunnit över 7 000 travlopp. Han har tagit karriärens hittills största segrar i Elitloppet (2003, 2015, 2016, 2021) och Prix d'Amérique (2014). Han har även segrat i stora lopp som Prix de Paris (2011, 2016), Prix de France (2004, 2005), Grand Prix l’UET (2003, 2009), Svenskt Travderby (2002, 2009, 2014, 2018), Svenskt Trav-Kriterium (2001, 2005, 2006, 2007, 2008, 2020, 2021, 2022), Paralympiatravet (2009, 2013, 2022), Breeders' Crown Open Trot (2014), Oslo Grand Prix (2016), UET Trotting Masters (2016, 2018, 2019) och Hugo Åbergs Memorial (2013, 2020, 2021, 2022).
Han har utsetts till "Årets Kusk" vid Hästgalan nio gånger (1995, 1999, 2003, 2008, 2009, 2013, 2015, 2016, 2019), vilket är fler gånger än någon annan kusk. Han valdes in i Travsportens Hall of Fame 2015. Han var en av 13 nominerade till Jerringpriset 2014 för sin styrning vid segern i Prix d'Amérique det året, men kom på tredjeplats och förlorade utmärkelsen till Sarah Sjöström.
Han har även representerat Sverige i World Driving Championship (2001).

## Biografi

### Uppväxt och lärlingstiden

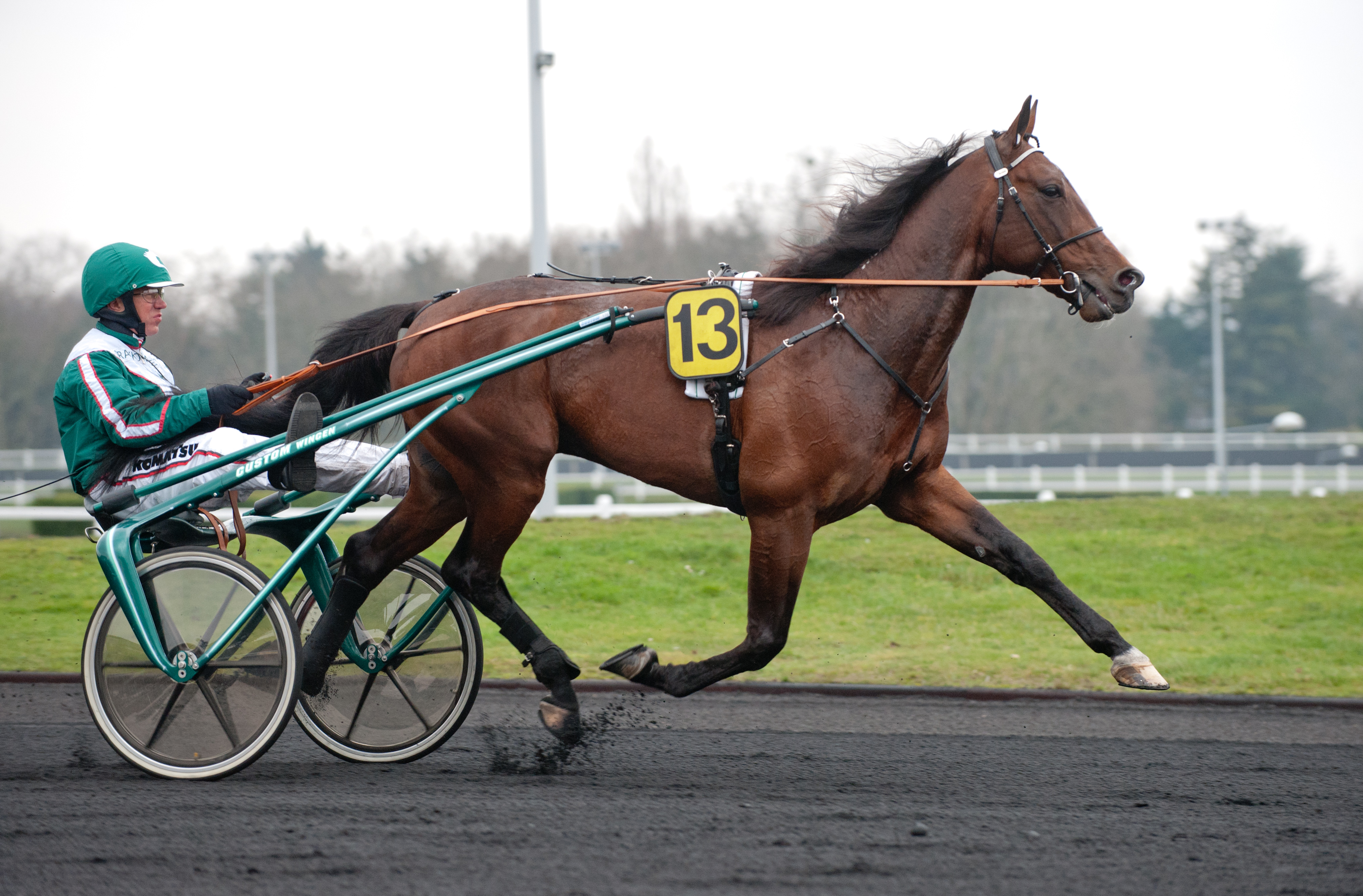
Kihlström och Maharajah inför Prix de Paris på Vincennesbanan i februari 2011.

Örjan Kihlström föddes i Bollnäs i Gävleborgs län. Han kommer från en travsläkt där både hans far Ivar och farbror Börje Kihlström var travtränare. När Örjan Kihlström var två år gammal (1964) flyttade familjen från gården utanför Bollnäs till Bromma i Stockholms län, där hans far Ivar fortsatte sin tränarverksamhet vid Solvalla. Farbror Börje stannade kvar vid Bollnästravet. Under somrarna brukade dock Ivar ta upp hästarna till gården i Bollnäs för att tävla, och Kihlström växte således upp med trav både vid Solvalla och Bollnästravet. Han var tidigt intresserad av hästar. I femårsåldern körde han ardenner med vedlast bakom tillsammans med sin morfar och ett par år senare började han köra sin fars travhästar. Han sommarjobbade på Solvalla 1976.
Efter att ha gått ut grundskolan började han arbeta som lärling och hästskötare på heltid vid sin fars stall. I samband med detta började han snart också köra travlopp med stallets hästar. Han körde sitt första travlopp i början av 1980 som 18-åring. I den första starten blev det galopp direkt. Han tog därefter sin första kuskseger i den femte starten den 2 mars 1980 på Solvalla med Jarramas, som tränades av hans far. Året därpå vann han som 19-åring lärlingspriset Travrondens Guldklocka, vilket vid denna tid var det största man kunde vinna som lärling då det ännu inte fanns några V75-lopp eller serier för lärlingar.

### Tränarkarriär
Kihlström tog ut sin proffstränarlicens 1985 som 23-åring. Han tog då också helt över sin fars tränarverksamhet. Som tränare hade han som mest 85 hästar i träning. Han passerade milstolpen 100 segrar 1987 då han vann ett lopp med Fricco E. på Örebrotravet. Bland hans mest framgångsrika travare kan nämnas Miss Flaxy, Kind Attention och Mr Lucken.
Tillsammans med Miss Flaxy fick han sina första internationella framgångar. Detta då han med henne tog sin första seger på Vincennesbanan utanför Paris i Frankrike den 22 oktober 1985 i ett uttagningslopp till Grand Prix l'UET. I finalen slutade ekipaget sedan på fjärdeplats. Kihlström tog senare sin bästa placering som tränare i 1991 års upplaga av Grand Prix l'UET på Vincennesbanan, då han kom på tredjeplats i finalen med egentränade Pripps Royal. Hans segerrikaste häst under tränarkarriären var dock miljonären Mr Lucken, som han tränade åren 1988–1990 innan den då sexårige hingsten togs över av Torbjörn Jansson. Tillsammans med Mr Lucken vann han bland annat Gävle Stora Pris i september 1989 samt kom på femteplats i International Trot på Yonkers Raceway i Yonkers, New York i augusti 1990. I juli 2001 nämnde han Mr Lucken när han fick frågan vilka de fem bästa hästar som han dittills hade kört var.

### Kusk på heltid

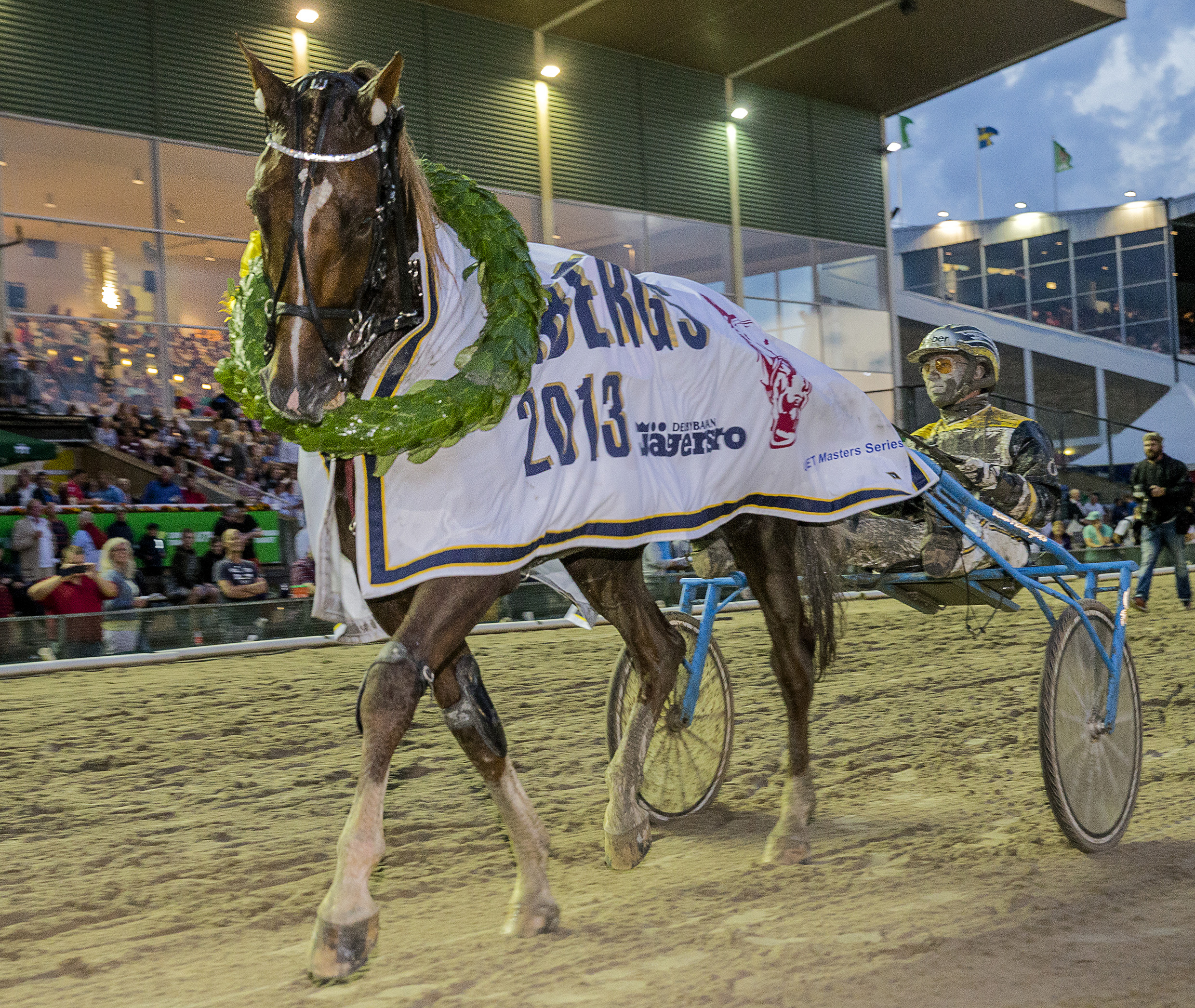
Kihlström efter segern med Commander Crowe i Hugo Åbergs Memorial 2013.

Efter att ha varit travtränare i drygt tio år lade Kihlström successivt ned tränarverksamheten under mitten av 1990-talet och blev travkusk på heltid. Han var en av de första i Sverige som satsade på att vara kusk, catch driver, på heltid. Sedan dess har han varit en av världens mest framgångsrika kuskar. Han har vunnit V75-ligan som Sveriges vinstrikaste kusk på rikstoton fyra gånger (2010, 2013, 2015 och 2016). När han vann V75-ligan 2016 gjorde han detta med rekordhöga 51 vinster före tvåan Erik Adielsson med 43 vinster.
Utöver ett flertal segrar inom V75 har han tagit segrar i minst ett Grupp 1-lopp, det vill säga lopp av högsta internationella klass, varje år sedan 1997. Han har vunnit Grupp 1-lopp i totalt sju olika länder; Sverige, Frankrike, Italien, Tyskland, Danmark, Norge och Finland. Han har även vunnit större lopp i USA, till exempel Breeders' Crown Open Trot. Säsongen 2016 är hans hittills mest framgångsrika, med segrar i över tio Grupp 1-lopp, däribland några av de absolut största såsom Prix de Paris, Elitloppet, Oslo Grand Prix och finalen av UET Trotting Masters.
Han tog sin 2 000:e kuskseger med Tamborine Kärn den 7 mars 2000 på Sundbyholms travbana utanför Eskilstuna. Den 10 december 2012 passerade han ytterligare en milstolpe då han tog sin 5 000:e kuskseger. Den 31 mars 2017 tog han sin 6 000:e kuskseger då han segrade med hästen Cabades på Solvalla. Tillsammans med Jorma Kontio, Olle Goop, Stig H. Johansson, Åke Svanstedt och Björn Goop tillhör Kihlström därmed de få kuskar som vunnit över 6 000 travlopp.
När han vann finalen av Svenskt Travkriterium på Solvalla med Stefan Hultman-tränade Maharajah den 5 oktober 2008 var det hans fjärde raka seger i loppet. Han är den enda i loppets historia som vunnit fler än två raka upplagor. Med sina totalt fem segrar i loppet (2001, 2005, 2006, 2007 och 2008) placerar han sig även på delad tredjeplats med Stig H. Johansson över flest segrar, endast Gunnar Nordin och Sören Nordin har fler segrar i loppet med åtta vardera.
Kihlström segrade i flera storlopp tillsammans med Daniel Redén-tränade Propulsion, bland annat Hugo Åbergs Memorial, Norrbottens Stora Pris, Åby Stora Pris och Elitloppet, och slog även flera rekord. I oktober 2020 framkom det att Propulsion inte varit startberättigad i Sverige, då han nervsnittats innan han importerades till Sverige 2015. Det innebar att Propulsions 45 starter i Sverige ogiltigförklarades, resultatlistorna korrigerades och prispengarna återkrävs. Innan resultaten ogiltigförklarades hade han sprungit in 34,3 miljoner kronor.
I 2018 års upplaga av Svenskt Travderby segrade Kihlström tillsammans med Who's Who på tiden 1.12,0, vilket innebar nytt löpningsrekord i en Derbyfinal. Kihlström blev med denna seger även historisk genom att han tidigare även vunnit loppet med Who's Whos far Maharajah (2009) och Who's Whos morfar From Above (2002). Under 2018 tog han även karriärens första seger i det klassiska loppet Svensk uppfödningslöpning, med den Svante Båth-tränade hästen Bythebook.

#### Elitloppet

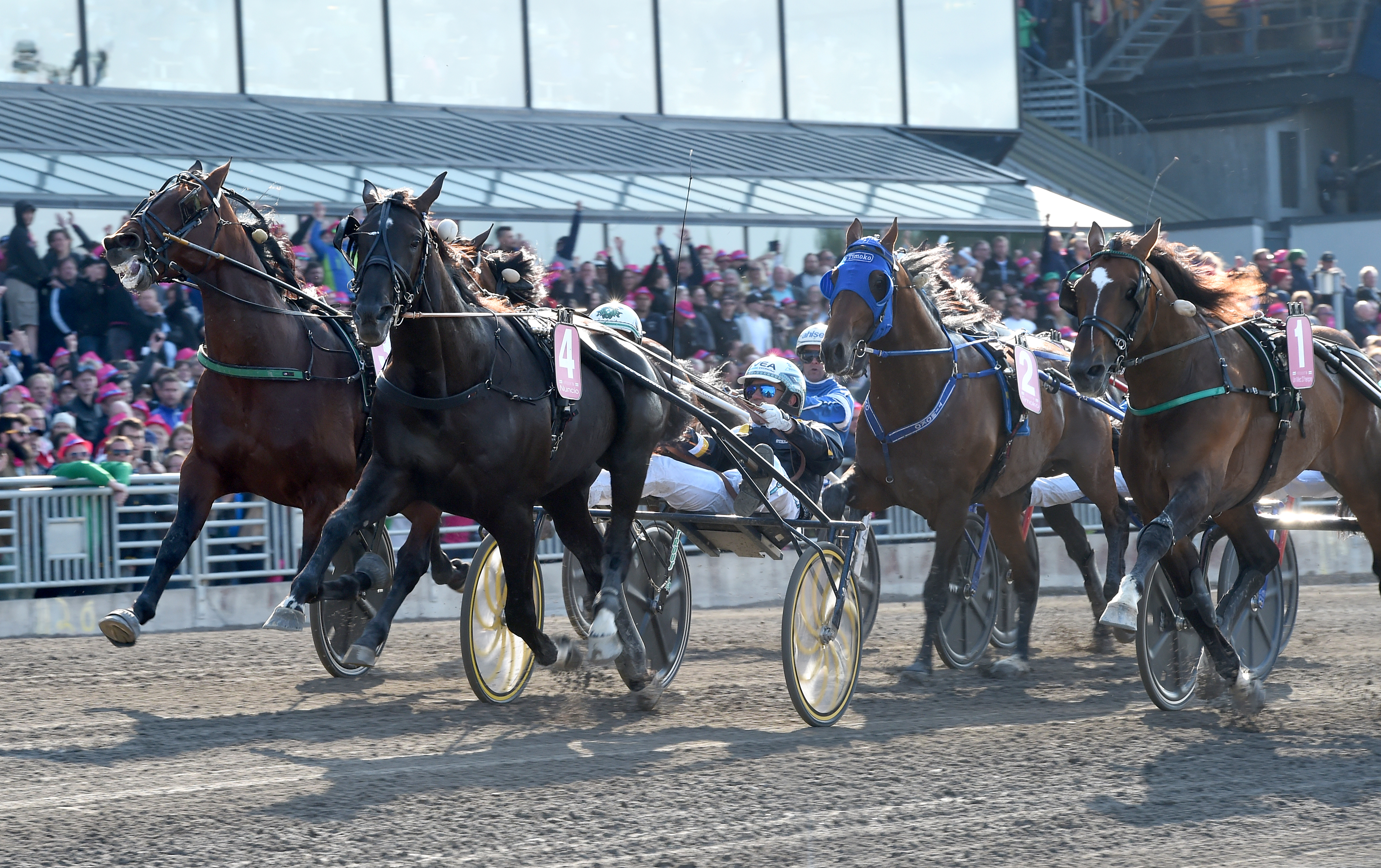
Nuncio och Kihlström vid segern 2016.

Kihlström har kört 25 upplagor av Elitloppet på Solvalla (1996, 2000, 2002, 2003, 2005–2025). Han har kvalificerat sig för Elitloppsfinalen vid 20 av dessa 25 tillfällen. Han har vunnit Elitloppet fyra gånger (2003 med From Above, 2015 med Magic Tonight, 2016 med Nuncio och 2021 med Don Fanucci Zet). Han har även tagit pallplaceringar i upplagorna 2005, 2007, 2009 och 2014.
Han körde sin första upplaga av Elitloppet med Roger Walmann-tränade Handbag den 26 maj 1996, med vilken han slutade på andraplats i försöksloppet och oplacerad i finalen. Han vann Elitloppet för första gången i karriären den 25 maj 2003, som kusk till Stefan Hultman-tränade From Above. Han vann loppet för andra gången i karriären 2015, som kusk till Roger Walmann-tränade Magic Tonight. Han vann loppet för tredje gången i karriären 2016, som kusk till Stefan Melander-tränade Nuncio. Vid segern 2016 blev han även den första och hittills enda svenska kusk som vunnit Elitloppet två år i rad med olika hästar (och dessutom för olika tränare). Segern i 2016 års upplaga tillsammans med Nuncio på tiden 1.09,2 gjorde även Kihlström till den kusk som dittills vunnit loppet på den snabbaste segertiden. I 2017 års upplaga slogs rekordet av Timoko (körd av Björn Goop).
| Deltagande i Elitloppets final | Deltagande i Elitloppets final | Deltagande i Elitloppets final | Deltagande i Elitloppets final |
| År                             | Häst                           | Tränare                        | Resultat                       |
| ------------------------------ | ------------------------------ | ------------------------------ | ------------------------------ |
| 1996                           | Handbag                        | Roger Walmann                  | oplacerad                      |
| 2000                           | Indian Silver                  | Stig H. Johansson              | oplacerad                      |
| 2003                           | From Above                     | Stefan Hultman                 | 1                              |
| 2005                           | Giant Diablo                   | Roger Walmann                  | 3                              |
| 2007                           | Red Chili Pirat                | Patrik Södervall               | 3                              |
| 2008                           | Red Chili Pirat                | Patrik Södervall               | 4                              |
| 2009                           | Jaded                          | Stefan Hultman                 | 2                              |
| 2010                           | Triton Sund                    | Stefan Hultman                 | oplacerad                      |
| 2014                           | Panne de Moteur                | Stefan Hultman                 | 2                              |
| 2015                           | Magic Tonight                  | Roger Walmann                  | 1                              |
| 2016                           | Nuncio                         | Stefan Melander                | 1                              |
| 2017                           | Nuncio                         | Stefan Melander                | 5                              |
| 2018                           | Propulsion                     | Daniel Redén                   | fråntagen, 2a                  |
| 2019                           | Propulsion                     | Daniel Redén                   | fråntagen, 4a                  |
| 2020                           | Propulsion                     | Daniel Redén                   | fråntagen, 1a                  |
| 2021                           | Don Fanucci Zet                | Daniel Redén                   | 1                              |
| 2022                           | Don Fanucci Zet                | Daniel Redén                   | 8                              |
| 2024                           | Francesco Zet                  | Daniel Redén                   | 4                              |
| 2025                           | Francesco Zet                  | Daniel Redén                   | diskvalificerad                |

#### Prix d'Amérique

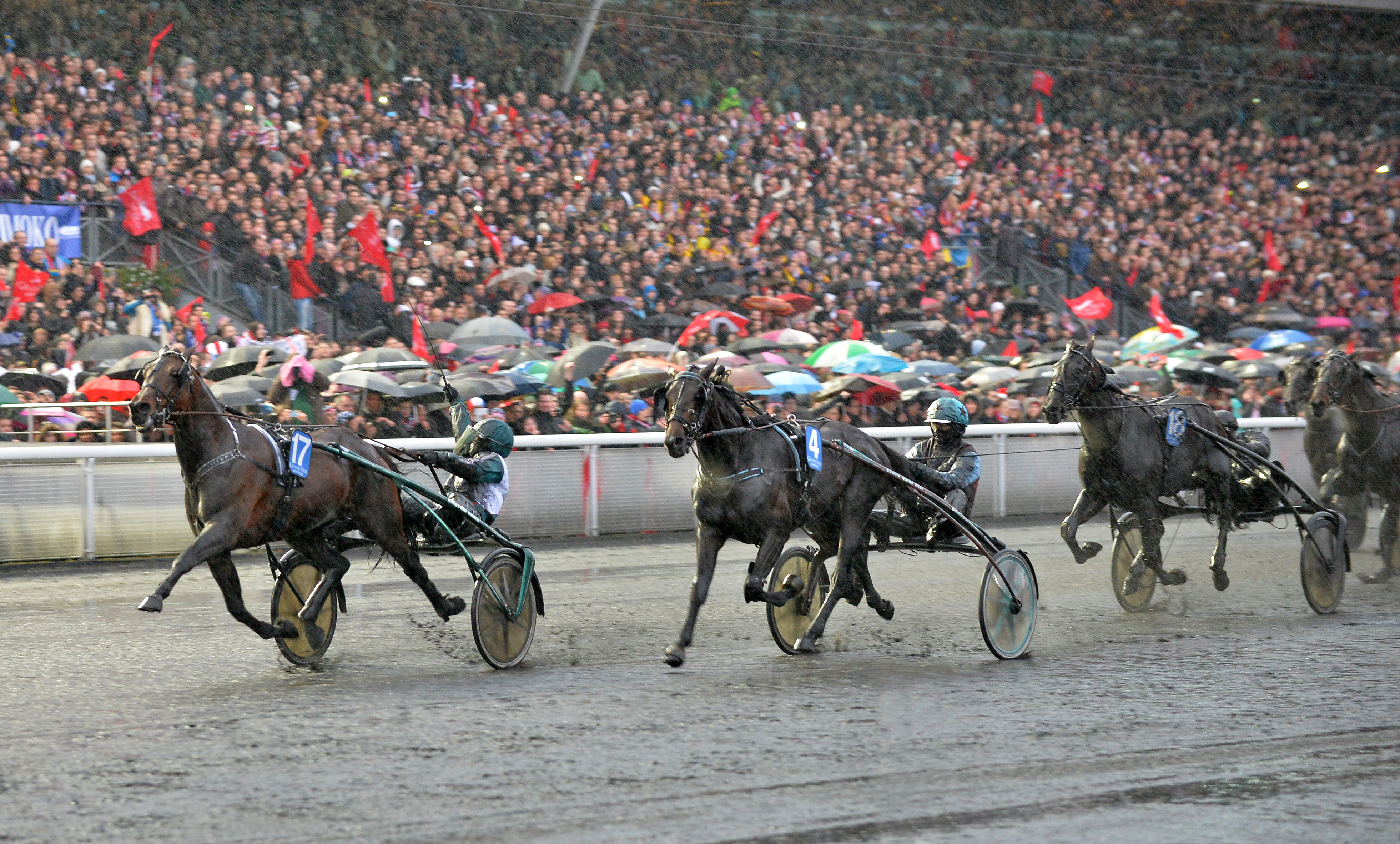
Maharajah och Kihlström vid segern 2014.

Kihlström har kört 16 upplagor av världens största travlopp Prix d'Amérique på Vincennesbanan i Paris, vilket gör honom till en av de svenskar som deltagit i loppet flest gånger. Han har kört åtta olika hästar under dessa 16 upplagor och för fem olika tränare. Han körde sin första upplaga av Prix d'Amérique 2001, då han körde Stefan Melander-tränade Igor Brick och kom på femteplats.
Den bästa placeringen tog han i upplagan som kördes den 26 januari 2014, då han segrade med Stefan Hultman-tränade Maharajah. Vinsten i Prix d'Amérique är den hittills största segern i karriären för såväl Kihlström, som för Maharajah och tränaren Hultman. Segern var den sjätte svenska segern i loppet och är en av sju svenska segrar i loppet genom tiderna. Kihlström har även tagit pallplaceringar i loppet med Maharajah (2011) som kom på andraplats och Propulsion (2018) som kom på tredjeplats. Han har kommit topp fem i loppet vid 9 av 16 tillfällen.
| Deltagande i Prix d'Amérique | Deltagande i Prix d'Amérique | Deltagande i Prix d'Amérique | Deltagande i Prix d'Amérique |
| År                           | Häst                         | Tränare                      | Resultat                     |
| ---------------------------- | ---------------------------- | ---------------------------- | ---------------------------- |
| 2001                         | Igor Brick                   | Stefan Melander              | 5                            |
| 2003                         | Energetic                    | Stefan Hultman               | 5                            |
| 2004                         | Naglo                        | Stefan Hultman               | 4                            |
| 2005                         | Naglo                        | Stefan Hultman               | 9                            |
| 2006                         | Naglo                        | Stefan Hultman               | 6                            |
| 2009                         | Triton Sund                  | Stefan Hultman               | oplacerad                    |
| 2011                         | Maharajah                    | Stefan Hultman               | 2                            |
| 2012                         | Maharajah                    | Stefan Hultman               | 5                            |
| 2013                         | Maharajah                    | Stefan Hultman               | oplacerad                    |
| 2014                         | Maharajah                    | Stefan Hultman               | 1                            |
| 2015                         | Solvato                      | Veijo Heiskanen              | oplacerad                    |
| 2016                         | Lionel N.O.                  | Fabrice Souloy               | oplacerad                    |
| 2017                         | Propulsion                   | Daniel Redén                 | 4                            |
| 2018                         | Propulsion                   | Daniel Redén                 | 3                            |
| 2019                         | Propulsion                   | Daniel Redén                 | 5                            |
| 2020                         | Propulsion                   | Daniel Redén                 | oplacerad                    |

## Utmärkelser
Den 26 november 2014 nominerades Kihlström som en av årets 13 kandidater till Jerringpriset för sin vinst i 2014 års upplaga av Prix d'Amérique med hästen Maharajah. Han kom på tredjeplats i Jerringpriset bakom vinnaren Sarah Sjöström och tvåan Charlotte Kalla. Kihlströms tredjeplats är den bästa placering som travsporten fått i Jerringpriset.
Kihlström valdes in i Travsportens Hall of Fame 2015.
Kihlström utsågs till "Årets Kusk" 2016 vid Hästgalan för sina framgångar under året, och bland annat flera stora segrar med den för året obesegrade Nuncio. Detta var åttonde gången i karriären som Kihlström vann det prestigefyllda priset "Årets Kusk". Han hade tidigare även vunnit åren 1995, 1999, 2003, 2008, 2009, 2013 och 2015. Han blev "Årets Kusk" igen 2019, vilket var nionde gången i karriären. Under året hade han tagit flera stora segrar med Propulsion (som 2020 ogiltigförklarades). Kihlströms nio segrar i kategorin "Årets Kusk" är fler än någon annan kusk genom tiderna.

## Segrar i större lopp

### Grupp 1-lopp
| År   | Lopp                           | Häst               | Tränare               | Vinstbelopp   |
| ---- | ------------------------------ | ------------------ | --------------------- | ------------- |
| 1995 | Breeders' Crown, 4-åriga h/v   | Imposant Sund      | Roger Walmann         | 500 000 SEK   |
| 1997 | E3-final (långa), ston         | Mack Action Ås     | Olle Goop             | 400 000 SEK   |
| 1998 | Svenskt Trav-Oaks              | Pine Princess      | Nils Sylvén           | 800 000 SEK   |
| 1999 | Derbystoet                     | Pine Princess      | Nils Sylvén           | 350 000 SEK   |
| 1999 | Breeders' Crown, 4-åriga ston  | Pine Princess      | Nils Sylvén           | 750 000 SEK   |
| 2000 | Breeders' Crown, 4-åriga ston  | Glory and Gold     | Roger Walmann         | 750 000 SEK   |
| 2001 | E3-final (långa), ston         | Pine Dust          | Stefan Hultman        | 520 000 SEK   |
| 2001 | Gran Premio Campionato Europeo | Igor Brick         | Stefan Melander       | 1 584 000 SEK |
| 2001 | Svenskt Trav-Oaks              | Pine Dust          | Stefan Hultman        | 1 000 000 SEK |
| 2001 | Svenskt Travkriterium          | From Above         | Stefan Hultman        | 1 600 000 SEK |
| 2001 | Breeders' Crown, 4-åriga h/v   | Energetic          | Stefan Hultman        | 750 000 SEK   |
| 2002 | Stochampionatet                | Pine Dust          | Stefan Hultman        | 850 000 SEK   |
| 2002 | Svenskt Travderby              | From Above         | Stefan Hultman        | 1 600 000 SEK |
| 2002 | Breeders' Crown, 3-åriga h/v   | Naglo              | Stefan Hultman        | 750 000 SEK   |
| 2002 | Breeders' Crown, 4-åriga h/v   | From Above         | Stefan Hultman        | 750 000 SEK   |
| 2003 | Elitloppet                     | From Above         | Stefan Hultman        | 2 000 000 SEK |
| 2003 | E3-final (långa), h/v          | Face of Speed      | Lutfi Kolgjini        | 800 000 SEK   |
| 2003 | E3-final (långa), ston         | Giant Diablo       | Roger Walmann         | 477 000 SEK   |
| 2003 | E3-final (korta), ston         | Giant Diablo       | Roger Walmann         | 477 000 SEK   |
| 2003 | Svenskt Trav-Oaks              | Giant Diablo       | Roger Walmann         | 1 000 000 SEK |
| 2003 | Grand Prix l’UET               | Naglo              | Stefan Hultman        | 230 000 EUR   |
| 2003 | Breeders' Crown, 3-åriga ston  | Giant Diablo       | Roger Walmann         | 500 000 SEK   |
| 2003 | Breeders' Crown, 4-åriga ston  | Countess Tomali    | Roger Walmann         | 500 000 SEK   |
| 2004 | Prix de France                 | Naglo              | Stefan Hultman        | 1 787 960 SEK |
| 2004 | Drottning Silvias Pokal        | Giant Diablo       | Roger Walmann         | 100 000 EUR   |
| 2004 | Sprintermästaren               | Gentleman          | Stefan Hultman        | 100 000 EUR   |
| 2004 | Stochampionatet                | Giant Diablo       | Roger Walmann         | 850 000 SEK   |
| 2004 | Sundsvall Open Trot            | Infant du Bossis   | Stefan Melander       | 700 000 SEK   |
| 2004 | Svenskt Trav-Oaks              | Alexia Ås          | Roger Walmann         | 1 000 000 SEK |
| 2004 | Gran Premio Gaetano Turilli    | Infant du Bossis   | Stefan Melander       | 1 028 077 SEK |
| 2004 | Gran Premio Freccia d'Europa   | Infant du Bossis   | Stefan Melander       | 341 322 SEK   |
| 2004 | Gran Premio Palio Dei Comuni   | Infant du Bossis   | Stefan Melander       | 764 889 SEK   |
| 2005 | Prix de France                 | Naglo              | Stefan Hultman        | 1 793 900 SEK |
| 2005 | St. Michel-loppet              | Giant Diablo       | Roger Walmann         | 50 000 EUR    |
| 2005 | Svenskt Travkriterium          | Jaded              | Stefan Hultman        | 1 600 000 SEK |
| 2005 | Breeders' Crown, 4-åriga h/v   | Triton Sund        | Stefan Hultman        | 500 000 SEK   |
| 2006 | Sundsvall Open Trot            | Giant Diablo       | Roger Walmann         | 1 000 000 SEK |
| 2006 | Åby Stora Pris                 | Red Chili Pirat    | Patrik Södervall      | 1 000 000 SEK |
| 2006 | Svenskt Travkriterium          | Marquis du Pommeau | Timo Nurmos           | 1 600 000 SEK |
| 2007 | E3-final (långa) ston          | Lie Detector       | Stefan Hultman        | 422 000 SEK   |
| 2007 | E3-final (korta), ston         | Nursery Rhyme      | Roger Walmann         | 422 000 SEK   |
| 2007 | Svenskt Travkriterium          | Sahara Dynamite    | Timo Nurmos           | 1 600 000 SEK |
| 2008 | Konung Gustaf V:s Pokal        | Dust All Over      | Roger Walmann         | 100 000 EUR   |
| 2008 | Drottning Silvias Pokal        | Lie Detector       | Stefan Hultman        | 100 000 EUR   |
| 2008 | Stochampionatet                | Lie Detector       | Stefan Hultman        | 850 000 SEK   |
| 2008 | Sprintermästaren               | Dust All Over      | Roger Walmann         | 100 000 EUR   |
| 2008 | E3-final (långa), h/v          | Maharajah          | Stefan Hultman        | 800 000 SEK   |
| 2008 | Ulf Thoresens Minneslopp       | Lord Capar         | Sven E S Andersson    | 708 840 SEK   |
| 2008 | Svenskt Travkriterium          | Maharajah          | Stefan Hultman        | 1 600 000 SEK |
| 2009 | Copenhagen Cup                 | Triton Sund        | Stefan Hultman        | 911 500 SEK   |
| 2009 | Olympiatravet                  | Triton Sund        | Stefan Hultman        | 1 500 000 SEK |
| 2009 | Stochampionatet                | Calamara Donna     | Roger Walmann         | 1 000 000 SEK |
| 2009 | Jubileumspokalen               | Iceland            | Stefan Melander       | 1 000 000 SEK |
| 2009 | Svenskt Travderby              | Maharajah          | Stefan Hultman        | 1 600 000 SEK |
| 2009 | Derbystoet                     | Calamara Donna     | Roger Walmann         | 500 000 SEK   |
| 2009 | Grand Prix l’UET               | Maharajah          | Stefan Hultman        | 230 000 EUR   |
| 2010 | E3-final (korta), ston         | Tamla Celeber      | Roger Walmann         | 650 000 SEK   |
| 2010 | Svenskt Trav-Oaks              | Tamla Celeber      | Roger Walmann         | 1 000 000 SEK |
| 2010 | Breeders' Crown, 3-åriga h/v   | One too Many       | Stefan Hultman        | 750 000 SEK   |
| 2011 | Prix de Paris                  | Maharajah          | Stefan Hultman        | 180 000 EUR   |
| 2011 | Stochampionatet                | Tamla Celeber      | Roger Walmann         | 1 000 000 SEK |
| 2011 | Sprintermästaren               | Orecchietti        | Stefan Hultman        | 1 000 000 SEK |
| 2011 | Grosser Preis von Deutschland  | Tamla Celeber      | Roger Walmann         | 80 572 EUR    |
| 2011 | Breeders' Crown, 3-åriga h/v   | Perfectly Enough   | Stefan Hultman        | 1 000 000 SEK |
| 2012 | Ulf Thoresens Minneslopp       | Pojke Kronos       | Roger Walmann         | 696 540 SEK   |
| 2012 | Europeiskt championat för ston | Tamla Celeber      | Roger Walmann         | 750 000 SEK   |
| 2012 | E3-final (korta), ston         | Mousse             | Catarina Lundström    | 800 000 SEK   |
| 2013 | Olympiatravet                  | Maharajah          | Stefan Hultman        | 1 500 000 SEK |
| 2013 | E3-final (långa), h/v          | Rolling Stones     | Stefan Hultman        | 800 000 SEK   |
| 2013 | Hugo Åbergs Memorial           | Commander Crowe    | Fabrice Souloy        | 1 000 000 SEK |
| 2013 | Jubileumspokalen               | Panne de Moteur    | Stefan Hultman        | 1 000 000 SEK |
| 2013 | Sundsvall Open Trot            | Panne de Moteur    | Stefan Hultman        | 1 000 000 SEK |
| 2013 | Svenskt Trav-Oaks              | D'One              | Roger Walmann         | 2 800 000 SEK |
| 2013 | Breeders' Crown, 4-åriga h/v   | Digital Ink        | Stefan Melander       | 850 000 SEK   |
| 2014 | Prix d'Amérique                | Maharajah          | Stefan Hultman        | 500 000 EUR   |
| 2014 | E3-final (långa), h/v          | Al Dente           | Catarina Lundström    | 800 000 SEK   |
| 2014 | E3-final (korta), h/v          | Al Dente           | Catarina Lundström    | 800 000 SEK   |
| 2014 | Åby Stora Pris                 | Commander Crowe    | Fabrice Souloy        | 1 000 000 SEK |
| 2014 | Svenskt Travderby              | Poochai            | Svante Båth           | 2 000 000 SEK |
| 2014 | Breeders' Crown, 4-åriga h/v   | Västerbo Fantast   | Svante Båth           | 800 000 SEK   |
| 2015 | Konung Gustaf V:s Pokal        | Volstead           | Stefan Melander       | 100 000 EUR   |
| 2015 | Elitloppet                     | Magic Tonight      | Roger Walmann         | 3 000 000 SEK |
| 2015 | Jubileumspokalen               | Nimbus C.D.        | Stefan Hultman        | 1 000 000 SEK |
| 2015 | Sundsvall Open Trot            | Delicious U.S.     | Daniel Redén          | 1 000 000 SEK |
| 2016 | Prix de Paris                  | Lionel N.O.        | Fabrice Souloy        | 180 000 EUR   |
| 2016 | Elitloppet                     | Nuncio             | Stefan Melander       | 3 000 000 SEK |
| 2016 | Oslo Grand Prix                | Nuncio             | Stefan Melander       | 1 500 000 NOK |
| 2016 | E3-final (långa), h/v          | Policy of Truth    | Reijo Liljendahl      | 1 000 000 SEK |
| 2016 | Sprintermästaren               | Uncle Lasse        | Stefan Melander       | 928 830 SEK   |
| 2016 | St. Michel-loppet              | Un Mec d'Héripré   | Fabrice Souloy        | 70 000 EUR    |
| 2016 | Jubileumspokalen               | Nuncio             | Stefan Melander       | 1 000 000 SEK |
| 2016 | E3-final (korta), ston         | Unique Juni        | Hans R. Strömberg     | 1 000 000 SEK |
| 2016 | Sundsvall Open Trot            | Nuncio             | Stefan Melander       | 1 000 000 SEK |
| 2016 | UET Trotting Masters           | Nuncio             | Stefan Melander       | 1 822 944 SEK |
| 2016 | Breeders' Crown, 4-åriga ston  | In Toto Sund       | Daniel Redén          | 1 600 000 SEK |
| 2018 | Prix d'Etain Royal             | Call Me Keeper     | Daniel Redén          | 70 000 EUR    |
| 2018 | Drottning Silvias Pokal        | Dibaba             | Roger Walmann         | 1 000 000 SEK |
| 2018 | Konung Gustaf V:s Pokal        | Perfect Spirit     | Daniel Redén          | 1 000 000 SEK |
| 2018 | Sprintermästaren               | Perfect Spirit     | Daniel Redén          | 995 830 SEK   |
| 2018 | Svenskt Travderby              | Who's Who          | Pasi Aikio            | 2 000 000 SEK |
| 2018 | Svenskt Trav-Oaks              | Conrads Rödluva    | Daniel Redén          | 2 800 000 SEK |
| 2018 | Breeders' Crown, 3-åriga ston  | Conrads Rödluva    | Daniel Redén          | 1 600 000 SEK |
| 2018 | Svensk Uppfödningslöpning      | Bythebook          | Svante Båth           | 1 050 000 SEK |
| 2019 | E3-final (långa), h/v          | Aetos Kronos       | Jerry Riordan         | 1 000 000 SEK |
| 2019 | Jubileumspokalen               | Who's Who          | Pasi Aikio            | 1 000 000 SEK |
| 2019 | UET Trotting Masters           | Propulsion         | Daniel Redén          | 180 000 EUR   |
| 2019 | Svenskt Trav-Oaks              | Diana Zet          | Daniel Redén          | 2 800 000 SEK |
| 2019 | Breeders' Crown, 4-åriga ston  | Conrads Rödluva    | Daniel Redén          | 1 600 000 SEK |
| 2019 | Breeders' Crown, 4-åriga h/v   | Forfantone Am      | Roger Walmann         | 1 600 000 SEK |
| 2020 | Drottning Silvias Pokal        | Diana Zet          | Daniel Redén          | 1 000 000 SEK |
| 2020 | Sprintermästaren               | Don Fanucci Zet    | Daniel Redén          | 1 200 000 SEK |
| 2020 | Stochampionatet                | Diana Zet          | Daniel Redén          | 2 400 000 SEK |
| 2020 | Hugo Åbergs Memorial           | Double Exposure    | Daniel Redén          | 1 609 000 SEK |
| 2020 | Jubileumspokalen               | Missle Hill        | Daniel Redén          | 1 000 000 SEK |
| 2020 | Europeiskt championat för ston | Conrads Rödluva    | Daniel Redén          | 900 000 SEK   |
| 2020 | Derbystoet                     | Diana Zet          | Daniel Redén          | 1 000 000 SEK |
| 2020 | Svenskt Trav-Kriterium         | Brambling          | Daniel Redén          | 4 000 000 SEK |
| 2020 | Breeders' Crown, 3-åriga h/v   | Mister Hercules    | Daniel Redén          | 1 600 000 SEK |
| 2020 | Breeders' Crown, 4-åriga ston  | Milady Grace       | Daniel Redén          | 1 600 000 SEK |
| 2020 | Gran Premio d'Europa           | Alrajah One        | Alessandro Gocciadoro | 407 000 EUR   |
| 2021 | Elitloppet (2021)              | Don Fanucci Zet    | Daniel Redén          | 3 000 000 SEK |
| 2021 | Norrbottens Stora Pris         | Who's Who          | Pasi Aikio            | 1 000 000 SEK |
| 2021 | Stochampionatet                | Honey Mearas       | Daniel Redén          | 2 400 000 SEK |
| 2021 | Hugo Åbergs Memorial           | Who's Who          | Pasi Aikio            | 1 609 000 SEK |
| 2021 | Svenskt Trav-Kriterium         | Francesco Zet      | Daniel Redén          | 4 000 000 SEK |
| 2022 | Konung Gustaf V:s Pokal        | Francesco Zet      | Daniel Redén          | 1 000 000 SEK |
| 2022 | Paralympiatravet               | Who's Who          | Pasi Aikio            | 1 500 000 SEK |
| 2022 | Sprintermästaren               | Francesco Zet      | Daniel Redén          | 1 200 000 SEK |
| 2022 | Hugo Åbergs Memorial           | Don Fanucci Zet    | Daniel Redén          | 1 609 000 SEK |
| 2022 | Europeiskt championat för ston | Honey Mearas       | Daniel Redén          | 1 000 000 SEK |
| 2022 | Svenskt Trav-Kriterium         | Xanthis Harvey     | Daniel Redén          | 4 000 000 SEK |
| 2023 | Hugo Åbergs Memorial           | Hail Mary          | Daniel Redén          | 1 609 000 SEK |
| 2024 | Breeders' Crown, 3-åriga ston  | La Yuca            | Daniel Redén          | 1 600 000 SEK |
| 2025 | Stochampionatet                | La Yuca            | Daniel Redén          | 2 400 000 SEK |

## Kuskstatistik
Senast uppdaterad 15 november 2019.
| År   | Starter | 1:a | 2:a | 3:a | Segerprocent | Inkörda pengar |
| ---- | ------- | --- | --- | --- | ------------ | -------------- |
| 2021 | 1021    | 213 | 148 | 105 | 21 %         | 53 981 400 Kr  |
| 2020 | 1176    | 240 | 143 | 147 | 20 %         | 57 070 026 kr  |
| 2019 | 1 052   | 195 | 151 | 120 | 19 %         | 52 946 722 kr  |
| 2018 | 1 135   | 199 | 160 | 119 | 18 %         | 58 308 710 kr  |
| 2017 | 1 403   | 233 | 194 | 165 | 17 %         | 41 353 608 kr  |
| 2016 | 1 418   | 271 | 202 | 129 | 19 %         | 52 608 943 kr  |
| 2015 | 1 483   | 261 | 187 | 167 | 18 %         | 43 404 401 kr  |

## Bildgalleri

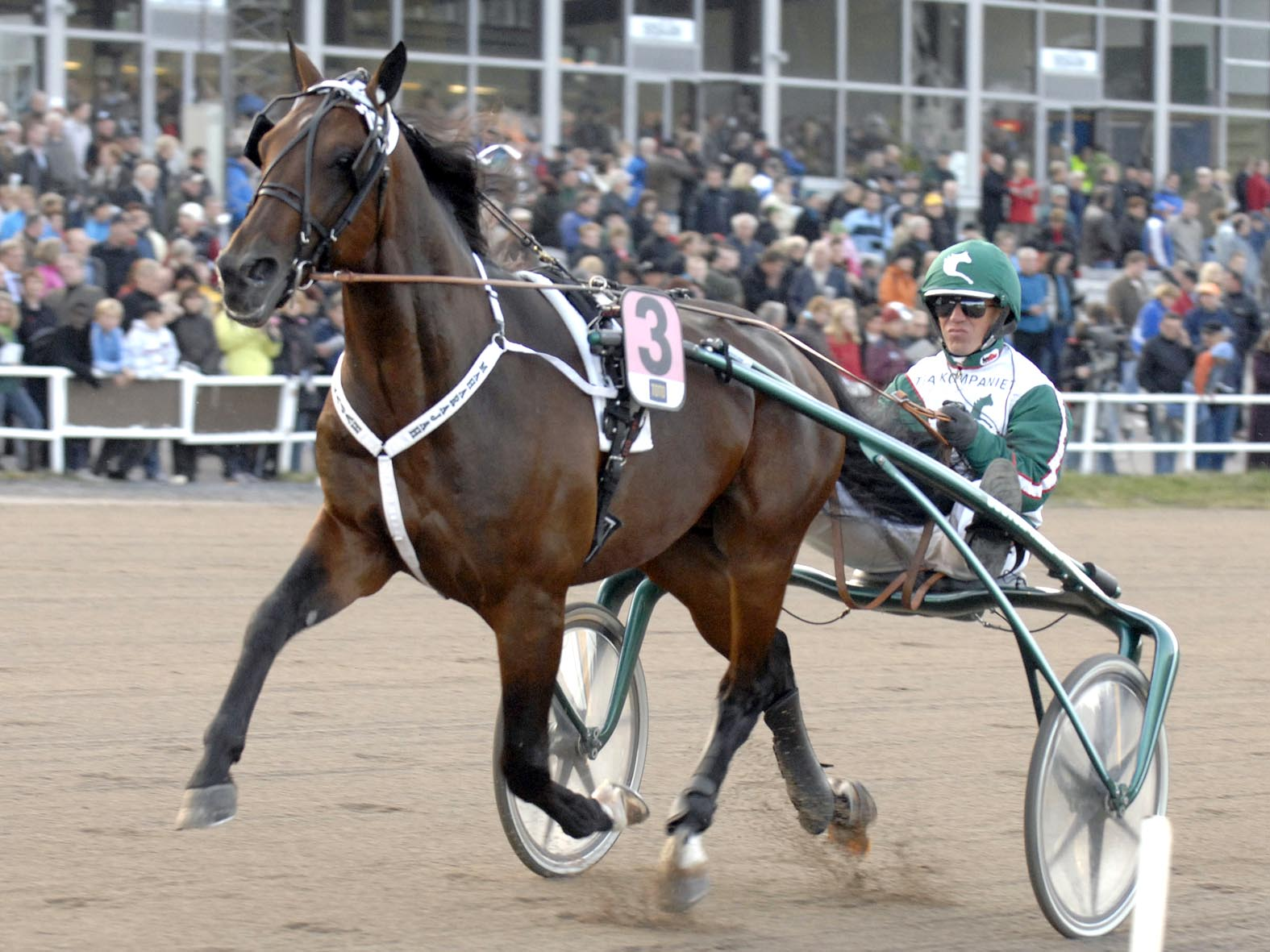
Kihlström och Maharajah i december 2009.
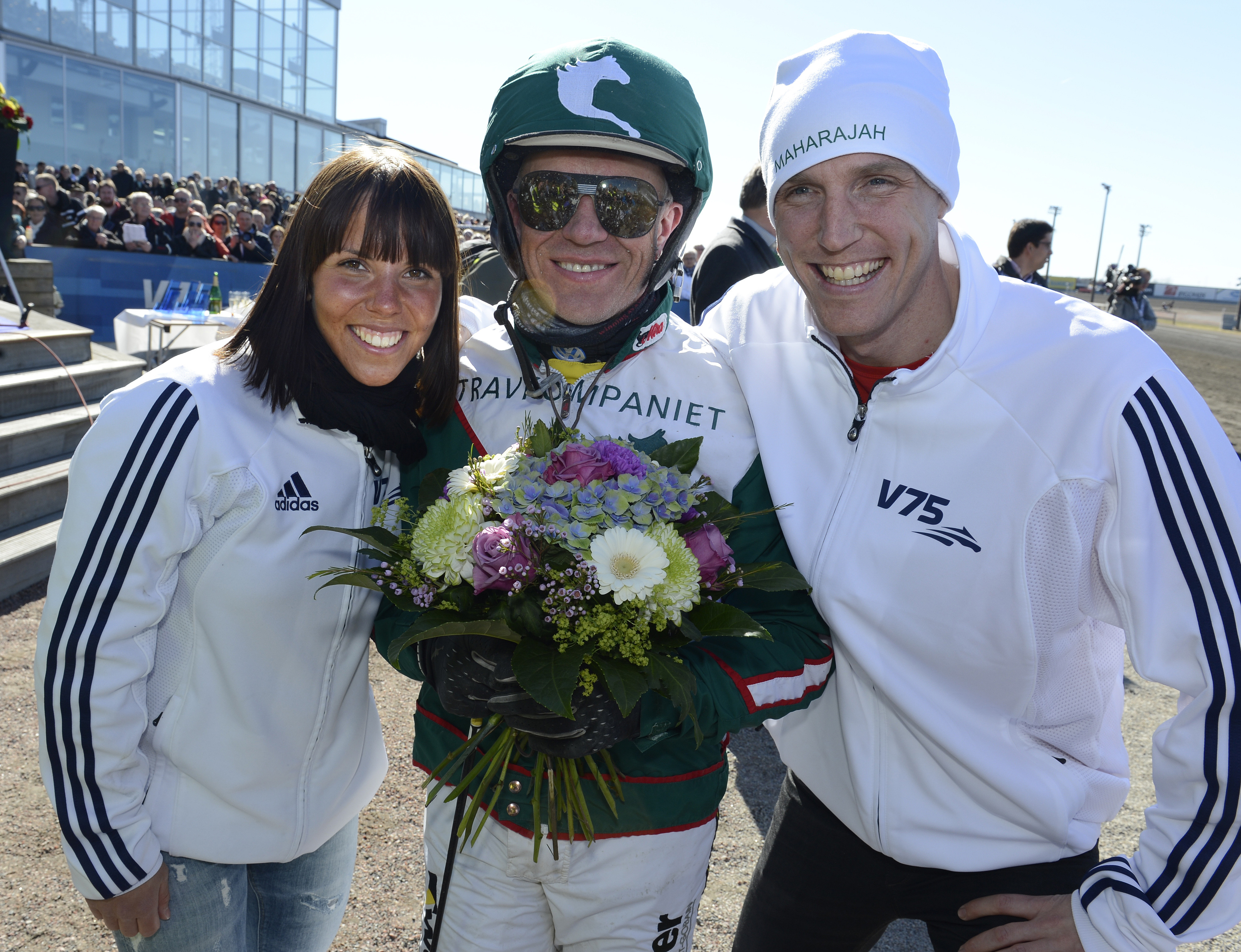
Kihlström med Charlotte Kalla och Björn Ferry efter Olympiatravet 2013.
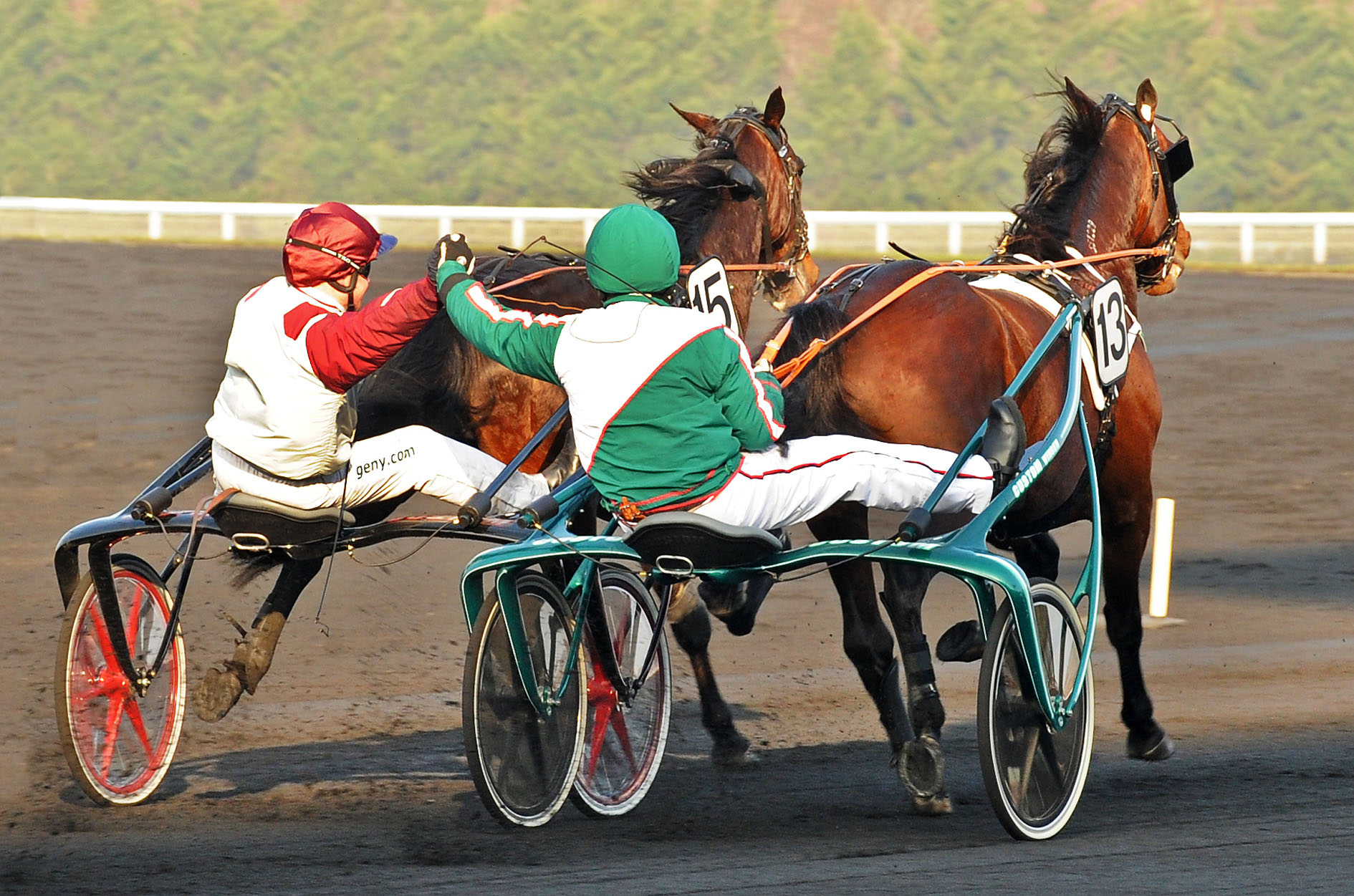
Kihlström med Maharajah och Franck Nivard med Ready Cash efter mållinjen i Prix d'Amérique 2011.
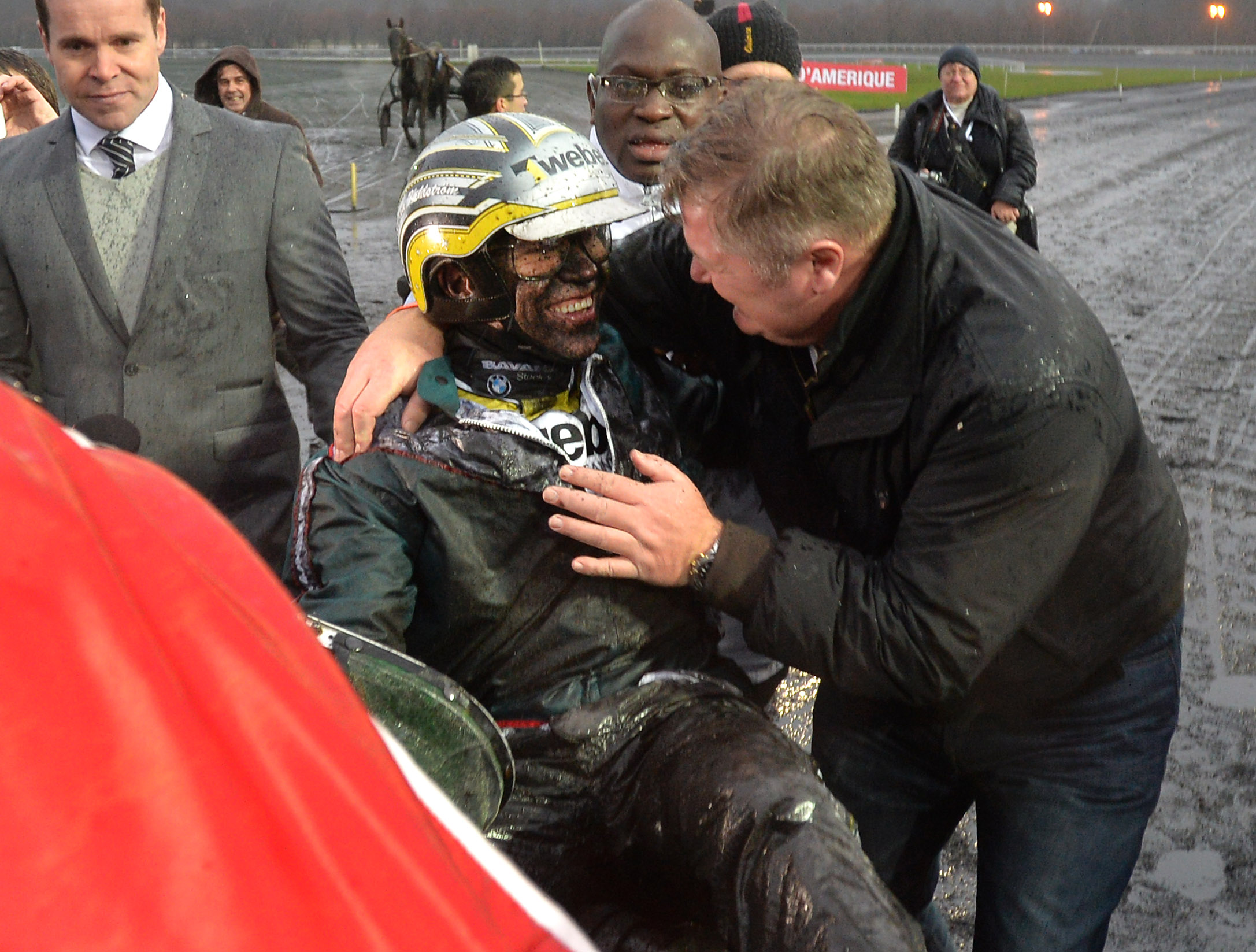
Kihlström kramas om av Maharajahs tränare Stefan Hultman efter segern i Prix d'Amérique 2014.
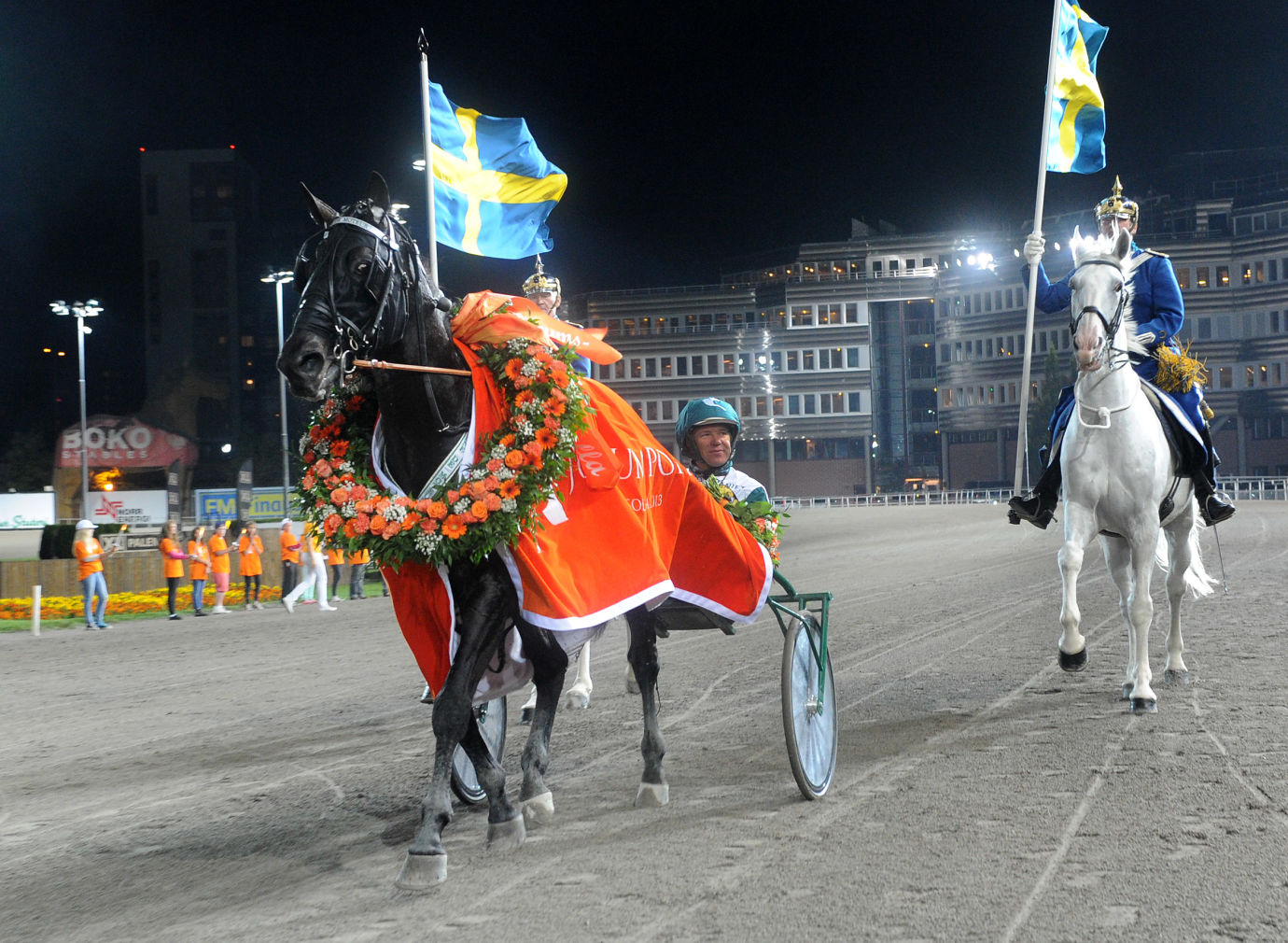
Kihlström och Panne de Moteur efter segern i Jubileumspokalen 2013.
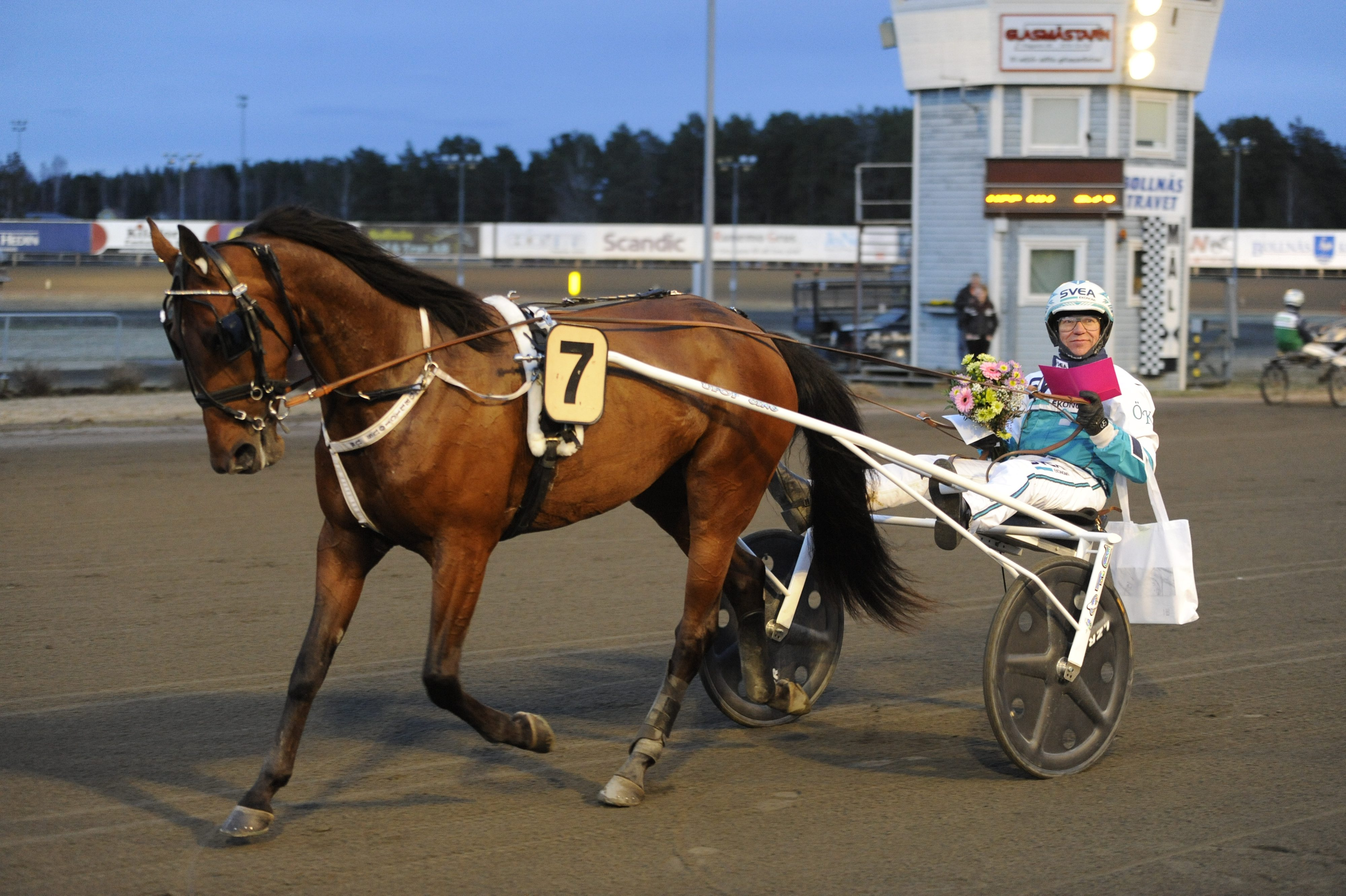
Kihlström och Delicious U.S. på Bollnästravet 2016.
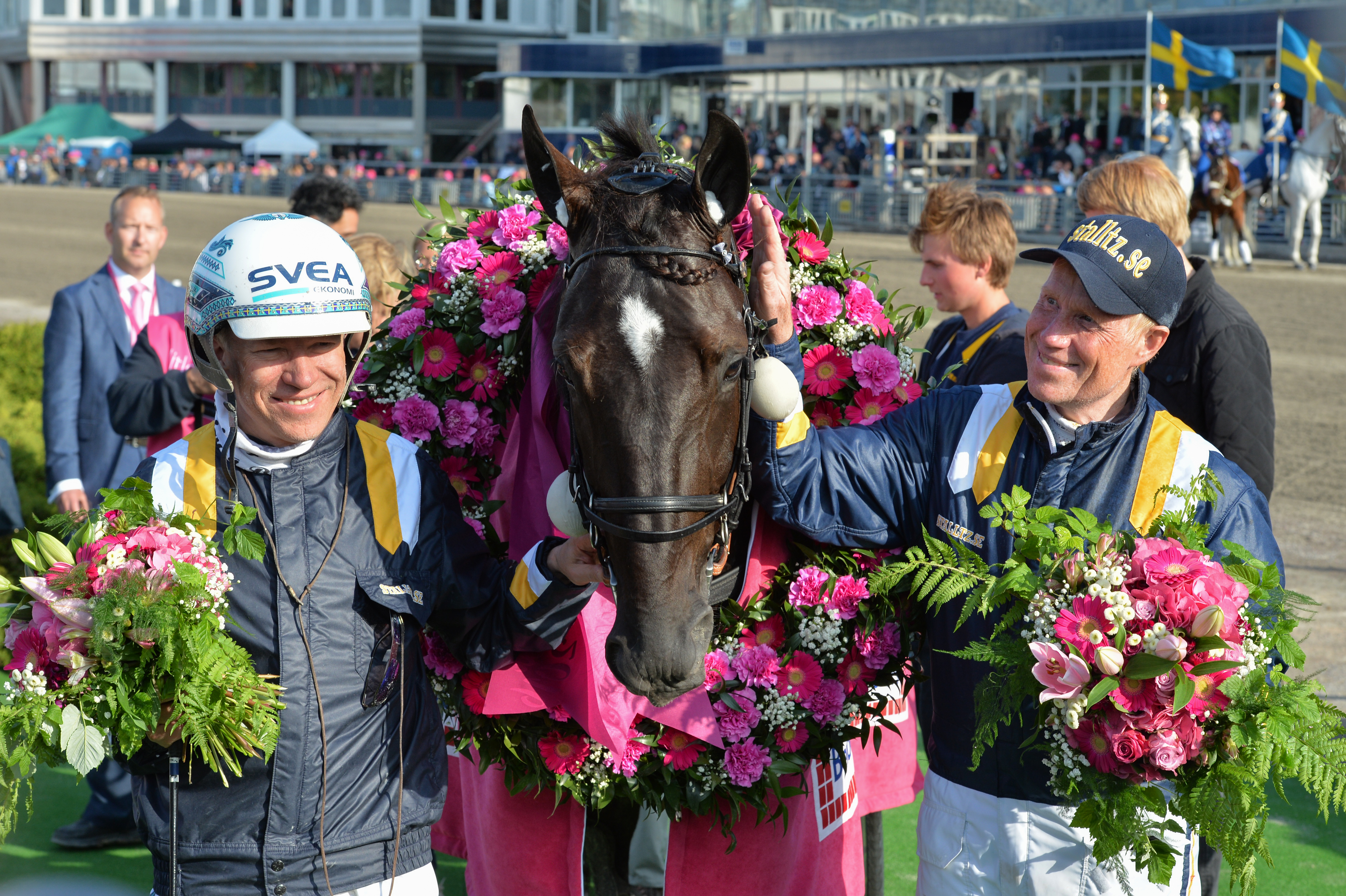
Kihlström, Nuncio och Stefan Melander efter segern i Elitloppet 2016.